# Earl Beal Jr. Memorial
Earl Beal Jr. Memorial är ett travlopp för treåriga varmblod som årligen i juni körs på Pocono Downs i Wilkes-Barre i Pennsylvania i USA. Loppet har körts sedan 2011, och körs över distansen 1 609 meter med autostart. Förstapris i loppet är 250 000 dollar. Den samlade prissumman är 500 000 dollar.
Bland segrarna och deltagarna i loppet finns flertalet hästar som senare tagit klivet in i världseliten, bland annat Father Patrick, Nuncio och Six Pack.

## Segrare
| År   | Häst              | Kusk              | Tränare           | Tid               | Tvåa              | Trea              |
| ---- | ----------------- | ----------------- | ----------------- | ----------------- | ----------------- | ----------------- |
| 2023 | Up Your Deo       | Åke Svanstedt     | Åke Svanstedt     | 1:52.3            | Kilmister         | Kierkegaard K.    |
| 2022 | Temporal Hanover  | Brian Sears       | Marcus Melander   | 1:53.0            | Pretender         | Pour Mea Double   |
| 2021 | Captain Corey     | Åke Svanstedt     | Åke Svanstedt     | 1:51.0            | Johan Palema      | Take All Comers   |
| 2020 | Inget lopp kördes | Inget lopp kördes | Inget lopp kördes | Inget lopp kördes | Inget lopp kördes | Inget lopp kördes |
| 2019 | Marseille         | Åke Svanstedt     | Åke Svanstedt     | 1:52.3            | Greenshoe         | Green Manalishi   |
| 2018 | Crystal Fashion   | Tim Tetrick       | Jim Campbell      | 1:51.4            | Six Pack          | Lawmaker          |
| 2017 | Devious Man       | Andy Miller       | Julie Miller      | 1:52.4            | Long Tom          | Ariana G          |
| 2016 | Southwind Frank   | Yannick Gingras   | Ron Burke         | 1:52.4            | Trolley           | Bar Hopping       |
| 2015 | Pinkman           | Yannick Gingras   | Jimmy Takter      | 1:51.3            | Uncle Lasse       | Crazy Wow         |
| 2014 | Father Patrick    | Yannick Gingras   | Jimmy Takter      | 1:50.2            | Nuncio            | Datsyuk           |
| 2013 | Corky             | David Miller      | Jimmy Takter      | 1:54.3            | Picture This      | Dontyouforgetit   |
| 2012 | Googoo Gaagaa     | Corey Callahan    | Richard Hans      | 1:50.4            | Stormin Normand   | Little Brown Fox  |
| 2011 | Dejarmbro         | Dave Palone       | Trond Smedshammer | 1:52.2            | Pastor Stephen    | Broad Bahn        |